# DutchCowboys
Dutchcowboys.nl is in 2004 gestart als het persoonlijke weblog van Henk de Hooge (Gouden Gids). Later kwam daar Paul Aelen bij. Zij waren in Nederland een van de eerste bloggers die publiceerden over interactieve marketing. Al snel kregen zij hulp van onder meer Igor Beuker, Stephan Fellinger (tijdschrift voor marketing) en Jeroen de Bakker, die ieder voor zich bijdragen leverden aan het collectieve weblog.
In 2005 werd DutchCowboys door de jury van Dutch Bloggies uitgeroepen tot beste techblog van Nederland. Kort daarna traden er tegelijk met Jim Stolze (Startpagina) bloggers toe tot de groep en zijn er inmiddels bijna dagelijks berichten over onder meer interactieve marketing, social media, zoekmachines en mobiele toepassingen.
In 2008 wonnen de bloggers een Next Web Award tijdens het NextWeb Congres, dat werd gehouden in de Westergasfabriek.